# Dimerostemma
Dimerostemma es un género de plantas fanerógamas perteneciente a la familia de las asteráceas. Comprende 30 especies descritas y de estas, solo 12 aceptadas.

## Taxonomía
El género fue descrito por Alexandre Henri Gabriel de Cassini y publicado en Bull. Sci. Soc. Philom. Paris 1817: 11. 1817. La especie tipo es Dimerostemma brasilianum Cass.

## Especies aceptadas
A continuación se brinda un listado de las especies del género Dimerostemma aceptadas hasta julio de 2012, ordenadas alfabéticamente. Para cada una se indica el nombre binomial seguido del autor, abreviado según las convenciones y usos.
- Dimerostemma annuum (Hassl.) H.Rob.
- Dimerostemma asperatum S.F.Blake
- Dimerostemma bishopii H.Rob.
- Dimerostemma brasilianum Cass.
- Dimerostemma episcopale (H.Rob.) H.Rob.
- Dimerostemma grazielae H.Rob.
- Dimerostemma humboldtianum (Gardner) H.Rob.
- Dimerostemma oblonga
- Dimerostemma retifolium (Sch.Bip. ex Baker) S.F.Blake
- Dimerostemma rotundifolium (Baker) S.F.Blake
- Dimerostemma vestitum (Baker) S.F.Blake
- Dimerostemma virgosum H.Rob.